# Hajime Tabata
Hajime Tabata (田畑 端, Tabata Hajime), né le 5 mai 1971 à Iwata, est un concepteur de jeu vidéo japonais travaillant pour la société Square puis Square Enix. Il a notamment été réalisateur sur des titres portables, tels que Crisis Core: Final Fantasy VII, Final Fantasy Type-0 et The 3rd Birthday. Il est ensuite annoncé comme réalisateur exclusif de Final Fantasy XV.

## Carrière
Né à Iwata le 5 mai 1971, Hajime Tabata passe son enfance à Morioka.
Avant de rejoindre Square, Hajime Tabata était employé chez Tecmo, où il a notamment travaillé sur Monster Rancher 2 puis en tant que réalisateur des cinématiques sur Deception III: Dark Delusion.
Arrivé chez Square, il officie tout d'abord dans la branche de développement pour téléphones mobiles. Son premier jeu en tant que réalisateur est Before Crisis: Final Fantasy VII. Ce n'est cependant qu'à partir du moment où il collabore à des projets de plus grande envergure que son nom devient de plus en plus notable. Annoncé comme réalisateur pour Crisis Core: Final Fantasy VII dès 2004, il gagne rapidement les faveurs des têtes pensantes de Final Fantasy, dont Yoshinori Kitase et Tetsuya Nomura. Il participe alors à la conception de la mythologie Fabula Nova Crystallis, à la base de Final Fantasy XIII, et prend de son côté la tête du projet Final Fantasy Agito XIII, d'abord annoncé sur téléphones mobiles puis finalement porté sur PlayStation Portable en 2008. L'épisode est plus tard renommé Final Fantasy Type-0 par Hajime Tabata lui-même. En parallèle, il réalise The 3rd Birthday, un hors-série de Parasite Eve lui aussi annoncé sur téléphones mobiles mais passé sur PlayStation Portable, ainsi que Kingdom Hearts: Coded avec Tetsuya Nomura.
Tabata est ensuite désigné réalisateur de Final Fantasy XV après le départ de Tetsuya Nomura en 2013. Le jeu sort fin 2016 et Tabata annonce des sorties régulières de contenus liés jusqu'en 2019 ; il est ainsi crédité comme producteur sur Monsters of the Deep et Final Fantasy XV Pocket Edition. En mars 2018, Tabata crée son studio, Luminous Productions, à Tokyo, travaillant en collaboration avec Square Enix et comptant plusieurs développeurs clés de Final Fantasy XV. En novembre 2018, Square Enix annonce la démission de Tabata du groupe Square Enix et de son poste de PDG de Luminous Productions, annulant trois des 4 DLCs prévus pour Final Fantasy XV.

### Vie privée
Marié, il est père d'une fille.

## Travaux
- 2004: Before Crisis: Final Fantasy VII, réalisateur ;
- 2006: Monotone, réalisateur ;
- 2007: Crisis Core: Final Fantasy VII, réalisateur ;
- 2009: Kingdom Hearts: Coded, coréalisateur ;
- 2010: The 3rd Birthday, réalisateur ;
- 2011: Final Fantasy Type-0, réalisateur ;
- 2016: Final Fantasy XV, coréalisateur puis réalisateur exclusif dès 2014.